# Туфа Нутань
Туфа́ Нута́нь (кит. трад. 禿髮傉檀, упр. 秃发傉檀, пиньинь Tūfà Nùtán, 365 — 415) — сяньбийский вождь, последний правитель государства Южная Лян.

## Биография

### Молодые годы
Туфа Нутань был сыном Туфа Сыфуцзяня. Когда в 397 году его старший брат Туфа Угу восстал против государства Поздняя Лян, Туфа Нутань немедленно стал играть важную роль в военных и государственных делах новообразованного государства Южная Лян. В 398 году Туфа Угу послал его на помощь Ян Гую и Го Нэню, устроившим восстание в столице Поздней Лян городе Гуцзане. Весной 399 года, когда Туфа Угу перенёс свою ставку в Лэду, Туфа Нутань был поставлен во главе важного города Сипин и получил титул «Гуанъуского гуна» (廣武公). Летом 399 года Туфа Угу отозвал его в Лэду, чтобы он возглавил правительство, а управлять Сипином поставил другого брата — Туфа Лилугу. Вскоре Туфа Угу получил травму в результате падения с лошади и скончался, и новым главой государства знать избрала Туфа Лилугу, при котором Туфа Нутань продолжил играть важную роль в государственных делах.
В 400 году, когда правившей Поздней Лян Люй Цзуань атаковал государство Северная Лян, Туфа Нутань совершил налёт на Гуцзан, уведя с собой в Южную Лян 8 тысяч семей. Позднее, когда из-за угрозы со стороны государства Поздняя Цинь глава государства Западная Цинь Цифу Ганьгуй предпочёл сдаться Южной Лян, Туфа Лилугу послал Туфа Нутаня встретить его. Когда позднее Цифу Ганьгуй сбежал в Позднюю Цинь, а его сын Цифу Чипань хотел последовать за отцом, но был пойман, именно Туфа Нутань отговорил Туфа Лилугу от казни Цифу Чипаня.
В начале 402 года по просьбе Цзяо Ляна, устроившего восстание в Поздней Лян, Туфа Лилугу отправил ему на помощь Туфа Нутаня, и те вместе атаковали позднелянскую столицу Гуцзан, нанеся Поздней Лян крупное поражение. Однако, когда весной 402 года Позднюю Лян атаковала Северная Лян, Туфа Лилугу послал Туфа Нутаня на помощь уже Поздней Лян (хотя к моменту его прибытия войска Северной Лян уже отошли).
Весной 402 года Туфа Лилугу заболел и умер. После его смерти во главе Южной Лян встал Туфа Нутань.

### Во главе Южной Лян
Туфа Нутань вернул ставку из Сипина, куда её перенёс Туфа Лилугу, обратно в Лэду. Формально он признал себя вассалом Поздней Цинь, получив от неё титул «Гуанъуского гуна», однако во внутренних делах использовал унаследованный от Туфа Лилугу титул «Хэсиского князя» (河西王).
В 402 году Цифу Чипань сбежал к своему отцу Цифу Ганьгую. Туфа Нутань отправил к нему его жену и детей.
В 403 году находившийся под постоянным давлением со стороны Южной Лян и Северной Лян последний правитель Поздней Лян Люй Лун решил сдать то, что осталось от его страны, Поздней Цинь. Туфа Нутань, сознавая разницу в силах, отвёл свои войска с пути позднециньских войск. В 404 году он перестал демонстрировать независимость, прекратив использовать княжеский титул и перейдя на летоисчисление Поздней Цинь.
В 406 году Яо Син сделал Туфа Нутаня губернатором провинции Лянчжоу и передал ему полученный от Поздней Лян город Гуцзян. Туфа Нутань перенёс свою ставку из Лэду в Гуцзан, и заключил с правившим в Западной Лян Ли Гао союз против Северной Лян.
Зимой 407 года Лю Бобо, годом ранее восставший против Поздней Цинь и основавший собственное государство Ся, захотел жениться на дочери Туфа Нутаня. Туфа Нутань не согласился на это, и разгневанный Лю Бобо устроил карательную экспедицию против Южной Лян, но затем отошёл. Туфа Нутань бросился за ним в погоню, и попал в ловушку, потерпев страшное поражение (было потеряно от 60 до 70 процентов всех сил Южной Лян). Еле спасшийся Туфа Нутань повелел переселить в Гуцзан всех жителей в радиусе 300 ли (около 150 км). Это привело к панике, а вождь сюнну Чэн Циэр поднял восстание. Хотя восстание Чэна и было подавлено, оно нанесло серьёзный урон Южной Лян.
Видя ослабление Южной Лян, Яо Син решил покончить с этим государством, и в 408 году велел своему сыну Яо Би вместе с Цифу Ганьгуем напасть на Южную Лян во главе большой армии. Туфа Нутань смог отбиться, а зимой провозгласил независимость от Поздней Цинь, объявив себя «Лянским князем» (涼王).
Однако военная инициатива перешла к Северной Лян. В 410 году Туфа Нутань был вынужден вернуть столицу из Гуцзана в Лэду, а в последующие годы северолянские войска не раз осаждали и Лэду, вынуждая Туфа Нутаня отправлять своих родственников заложниками в Северную Лян. В 414 году, когда Туфа Нутань был вынужден подавлять восстания племён, Лэду был взят войсками Цифу Чипаня. Услышав об этом, южнолянские войска разбежались, и покинутый Туфа Нутань был вынужден тоже сдаться Западной Цинь.

### В Западной Цинь
Поначалу Цифу Чипань принял Туфа Нутаня как дорогого гостя, дал ему титул «Цзонаньского гуна» (左南公) и взял в жёны его дочь. Однако в 415 году он приказал тайно дать Туфа Нутаню яд. Осознав, что произошло, Туфа Нутань отказался от лечения и вскоре скончался.